# Ludlow (geologie)
Ludlow [ladlou] (někdy psáno také jako ludlov) je v geologii oddělení uvnitř silurského útvaru. Stejnojmenná epocha, ve které ludlowské oddělení vznikalo, trvala 4,4 miliony let. Začala před asi 427,4 miliony roky a končila přibližně před 423 miliony let. Ludlowu předcházela wenlocká epocha a za ním následovalo přídolí.
| perioda / útvar | epocha / oddělení | počátek v Ma B2k | odchylka počátku v ±Ma | délka trvání v Ma |
| --------------- | ----------------- | ---------------- | ---------------------- | ----------------- |
| devon           |                   |                  |                        |                   |
| silur           | přídolí           | 423              | 2,3                    | 3,8               |
| silur           | ludlow            | 427,4            | 0,5                    | 4,4               |
| silur           | wenlock           | 433,4            | 0,8                    | 6                 |
| silur           | llandovery        | 443,8            | 1,5                    | 10,4              |
| ordovik         |                   |                  |                        |                   |

## Pojmenování
Název pochází od města Ludlow v západní Anglii poblíže Birminghamu ve hrabství Shropshire. Do literatury jej uvedl roku 1833 skotský geolog a paleontolog Roderick Murchison.[zdroj?]

## Rozhraní
Ludlow začíná po wenlocku nezřetelnou hranicí danou výskytem graptolitů Neodiversograptus nilssoni nebo acritarchů druhu Leptobrachion longhopense. Světový stratotyp této hranice byl určen Mezinárodní komisí pro stratigrafii při IUGS a nachází se v opuštěném lomu „Pitch Coppice“ přibližně 4,5 km jihozápadně od Ludlowa na jižní straně silnice z Ludlowa do Wigmore.

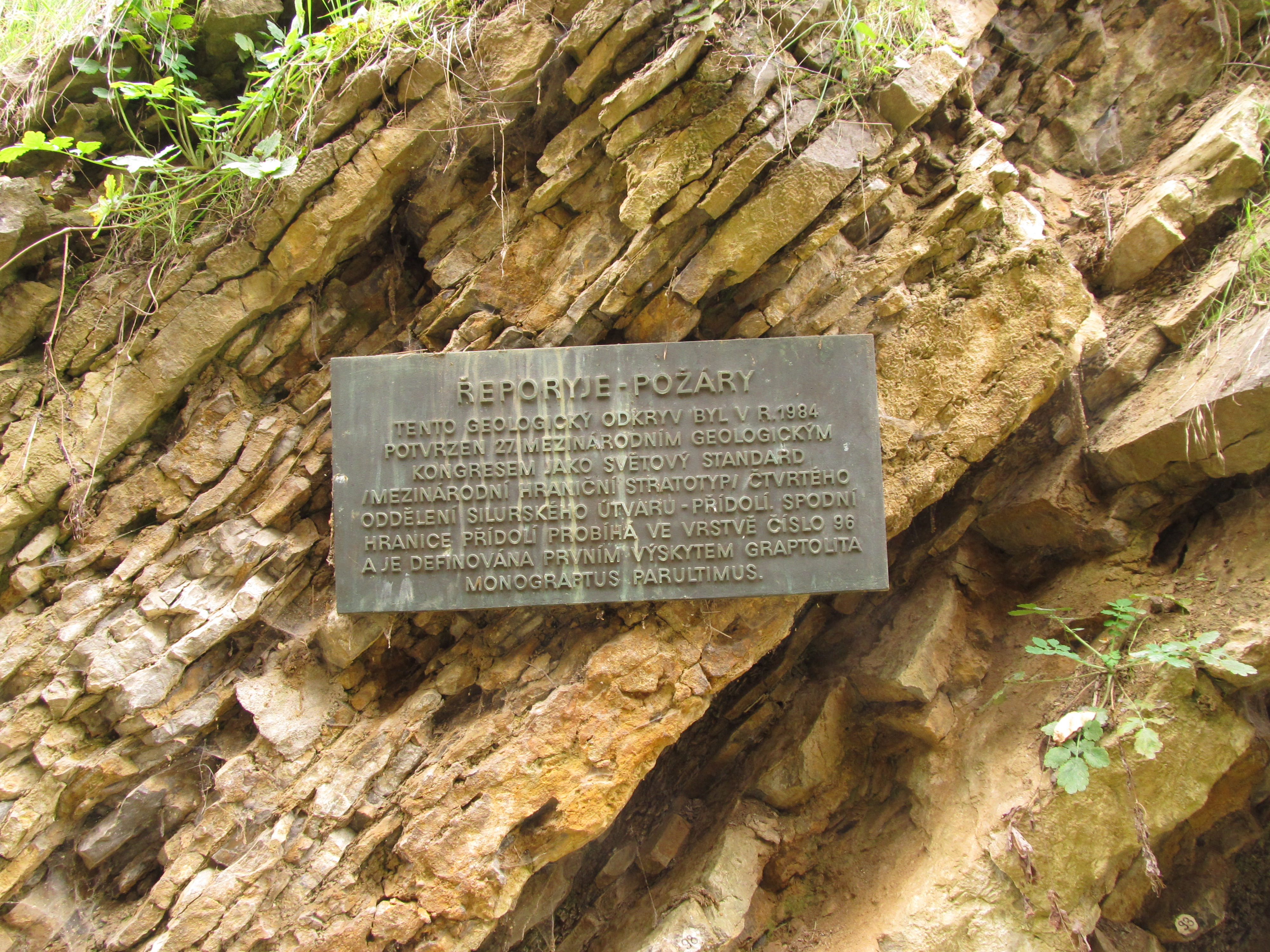
Tabulka k mezinárodnímu stratotypu Požáry

Hranice s přídolím je jednoznačně určena prvním výskytem graptolitů druhu Monograptus parultimus. Mezinárodní stratotyp hranice ludlow – přídolí je v lomu Na požárech v Praze-Řeporyjích

## Rozdělení
Oddělení Ludlow se dále dělí na dva stupně:
| věk / stupeň | počátek v Ma B2k | odchylka počátku v ±Ma | délka trvání v Ma | vůdčí zkamenělina             |
| ------------ | ---------------- | ---------------------- | ----------------- | ----------------------------- |
| ludford      | 425,6            | 0,9                    | 2,6               | Sactograptus leintwardinensis |
| gorst        | 427,4            | 0,5                    | 1,8               | Neodiversograptus nilssoni    |